# Wappen der finnischen Region Satakunta
Wappen der finnischen Region Satakunta

Diese Seite zeigt Wappen der finnischen Städte und Gemeinden  der Region von Satakunta.

## Städte und Gemeinden

Satakunta
Eura
Eurajoki
Harjavalta
Honkajoki
Huittinen
Jämijärvi
Kankaanpää
Karvia
Kokemäki
Lavia
Luvia
Merikarvia
Nakkila
Noormarkku
Pomarkku
Pori
Rauma
Siikainen
Säkylä
Ulvila

- Satakunta[1]
- Eura[2]
- Eurajoki[3]
- Harjavalta[4]
- Honkajoki[5]
- Huittinen[6]
- Jämijärvi[7]
- Kankaanpää[8]
- Karvia[9]
- Kokemäki[10]
- Lavia[11]
- Luvia[12]
- Merikarvia[13]
- Nakkila[14]
- Noormarkku[15]
- Pomarkku[16]
- Pori[17]
- Rauma[18]
- Siikainen[19]
- Säkylä[20]
- Ulvila[21]

## Wappen aufgelöster und alte Gemeinden

Ahlainen
Hinnerjoki
Honkilahti
Kauvatsa
Keikyä
Kiikoinen
Kiukainen
Kodisjoki
Köyliö
Kullai
Lappi
Porin
Rauman maalaiskunta
Vampula

## Wappenbeschreibung
1. ↑  Im von Blau und Gold geteilten Schild wird ein goldgekrönter, rotbewehrter, rotgezungter und rotgeaugter schwarzer Bär mit einem goldgegrifften silbernen Schwert in beiden Pranken von zwei silbernen siebenzackigen Sternen begleitet. Auf dem Schild ruht eine goldene Krone.
2. ↑  Im goldenen Schild mit blauen Zinnenbord hält ein aufgerichteter schwarzer Bär mit roten Krallen und Zunge ein blaues Schwert über die rechte Schulter
3. ↑  In Gold eine oben gezinnte und unten mit Wellen geschnittene rote Mauer aus der ein schwarzer Krebs wächst und ein blaues  gerade legendes Neunauge hält
4. ↑  In Blau ein goldenes Pfeilbündel zwischen vier goldenen balkenweisen schrägen Flanchis
5. ↑  In Blau ein goldener Waschzuber mit hochgezogenen Griffen und einem silbernen siebenzackigen facierten Stern darüber
6. ↑  In Grün zwei paar goldene Stierhörner übereinander.
7. ↑  In Gold ein blauer Schrägrechtsbalken begleitet von zwei blauen fliegenden Schwalben
8. ↑  In Blau eine goldene ausgerissenen Kiefer vor einem silbernen Balken mit Zahnschnitt oben über den Wurzeln
9. ↑  In Blau ein fünfeckiger goldener Grundriss einer Bastion über einen tannenzweiggeschnittenen goldenen Schildfuß
10. ↑  In Blau eine goldene Mitra eines Bischofs mit goldenem Band zu den Seiten fliehend
11. ↑  In Blau und Silber geteilt
12. ↑  In Blau eine goldene Brigg mit drei Masten und vier Rahsegel vorne und je zwei Gaffelsegel an den anderen Masten und Klüver
13. ↑  In Blau und Gold geteilt durch Wellenschnitt auf dem ein silbernes Schiff mit drei Masten und je drei Rahsegeln und drei Klüversegel nach rechts schwimmt
14. ↑  In Blau ein goldener Schrägrechtsbalken mit einem schwarzen Flussneunauge. Je drei goldene Getreideähren begleiten den Balken zu seinen Seiten
15. ↑  In Gold sitzt ein rotes Eichhörnchen auf einen schwarzen Amboss
16. ↑  Mit Spitzenschnitt in Blau und Gold geteilt
17. ↑  In Gold ein schwarzer goldgekrönter hersehender Bärenkopf mit roter Zunge und Augen. Auf den Schild ruht eine dreitürmige Mauerkrone. Ein blaues Band um den Schild zeigt in schwarzen Majuskeln „DEUS PROTECTOR NOSTER“
18. ↑  In Blau mit einem goldenen schmalen Kreuz geviert sind in allen Feldern ein goldener Kleinbuchstabe „r“. Auf dem Schild ruht eine goldene Krone
19. ↑  In Blau ein rotgeflosster silberner aufwärtsweisender Fisch von zwei siebenzackigen silbernen Sternen
20. ↑  In Blau steht eine silberne Bockwindmühle
21. ↑  In Grün sitzt auf einem silbernenThron der golden gekleidete und nimbierte Heilige Olaf herschauend, goldgekrönt und in der rechten Hand eine Hellebarde und in der linken einen goldenen Reichsapfel haltend.
22. ↑  In Blau eine fliegende silberne Möwe mit rotem Schnabel und Füßen
23. ↑  In Blau drei silberne  Steinhammerköpfe mit der Finne aufwärts weisend
24. ↑  In Silber steht eine ausgerissene grüne Tanne  auf einem grünen Wellenschildfuß, in dem ein silbernes Felchen schwimmt
25. ↑  In Gold und Blau geteilt mit einem schwarzen rotgeschnäbelten Haubentaucherkopf oben und unten drei (2;1) goldene  Rüben mit Kraut
26. ↑  In Blau eine silberne gezinnte Brücke in deren Bogen ein silbernes Mühlrad ist
27. ↑  In Gold ein rotgezungter wachsender schwarzer Bock mit einer silbernen Birkentasche um den Hals
28. ↑  In Blau eine goldene erniedrigte Spitze im Dornenschnitt durch der ein blauer Wellenbalken im Schildfuß geht und zwei goldenen Getreideähren in den Orten sind
29. ↑  In Rot drei goldene Armbrustbogen ohne Sehne übereinander
30. ↑  In Blau mit rotmütziger Mitra und Gold mit nach unten und rechts weisende liegende blaues Axt durch Wellenschnitt geteilt
31. ↑  In Silber mit Wolkenschnitt getrennten schwarzen Schildhaupt ein mit stilisierten roten Ästen  aufgestapelter Feuerhaufen; Zwei sechszackige Sterne begleiten im Haupt das silberne alchimistische Symbol für Eisen
32. ↑  In Blau unter einem goldenen Schildhaupt mit drei blauen Fingerkrautblüten mit goldenen Butzen sind zwei gekreuzte Äxte mit goldenem Stiel und silberner Klinge über einem silbernen Spatenblatt
33. ↑  In Gold ein wachsender schwarzer Bär mit roter Zunge hält mit der rechten Pranke einen blauen gestürzten Anker
34. ↑   In Blau mit einem goldenen Schildfuß drei goldbewehrte silberne fliegende Möwen in Pfahlstellung
35. ↑  In Blau wächst aus einem goldenen Schildfuß ein mit je einen goldenen Nagel bewinkeltes Kleeblattkreuz